# Якурсо
Яку̀рсо (на италиански: Jacurso, на местен диалект Jacùrzu, Якурцу) е село и община в Южна Италия, провинция Катандзаро, регион Калабрия. Разположено е на 441 m надморска височина. Населението на общината е 626 души (към 2013 г.).